# Magdeburg-Klasse
Die Magdeburg-Klasse war eine Bauserie von Kleinen Kreuzern der deutschen Kaiserlichen Marine. 1908/09 entworfen, erhielt die Klasse ihren Namen durch das erste Schiff Magdeburg. Ferner gehörten zu ihr die Breslau, die Straßburg und die Stralsund. Der leitende Entwurfsdezernent war der Wirkliche Geheime Marineoberbaurat Hans Bürckner, der für den Amtsentwurf 1908/09 verantwortlich zeichnete.

## Entwurf
Maßgeblich bestimmend für diese Neukonstruktion war die Forderung, dass künftige Kreuzerbauten einen Seitenpanzer in der Wasserlinie erhalten sollten. Die bisherige Ausführung eines gewölbten Panzerdecks mit Korkdämmen zeigte sich den anwachsenden Kaliberstärken neuerer ausländischer Konstruktionen nicht mehr gewachsen. Um das Gewicht des Schiffes nicht unmäßig zu steigern, musste von der bisherigen Bauweise des gemischten Quer- und Längsspantsystems abgegangen werden. Die Konstruktionsabteilung des RMA entwickelt daraufhin ein neues Längsspantsystem, wobei die Außenhaut selbst zum Träger der Schiffsfestigkeit wurde. Die Querfestigkeit wurde nur durch die Kollisionsschotten sichergestellt.
Mit dieser Kreuzerklasse führte die Kaiserliche Marine erstmals den Schrägsteven ein. Dieser wies den Seegang von vorn besser ab als der bislang klassische Rammbug. Achtern befand sich keine Poop – die sogenannte Hütte – mehr, sondern dieser Platz wurde zum Mitführen von 120 Minen auf dem Oberdeck gebraucht. Durch diese Maßnahme verringerte sich allerdings der zur Unterbringung der Besatzung benutzbare Raum, so dass die Mannschaften wesentlich beengter als auf den vorherigen Kreuzerklassen wohnen mussten. Das Verlangen nach mehr Geschwindigkeit führte nicht nur zu einer höheren Anzahl von Kesseln, sondern auch zur Aufstellung eines vierten Schornsteines.
Die Schiffe der Magdeburg-Klasse waren die ersten Kleinen Kreuzer, die einen Seitenpanzer erhielten. Bis dahin hatte man sich mit einer heruntergezogenen Panzerdeckböschung mit zusätzlichen Korkdämmen begnügt. Hierdurch bestand jedoch die Gefahr, dass die Außenhaut aufreißen könnte, selbst wenn das Panzerdeck dem Treffer standhielt. Dieser Seitenschutz erstreckte sich über 80 % der Schiffslänge und bestand aus weichem Panzermaterial mit einer Dicke von ca. 60 mm. Um Gewicht zu sparen, wurden die Panzerplatten bei diesen Schiffen selbst zur Außenhaut, während man früher diese auf die Außenhaut aufgeschraubt oder aufgenietet hatte.
Bei der Bewaffnung änderte sich zunächst nichts, außer dass der Durchmesser der Torpedorohre von 45 cm auf 50 cm stieg. Erst im Verlauf des Krieges wurden bei den letzten drei Schiffen dieser Klasse nach und nach die zwölf 10,5-cm-Geschütze durch sieben oder acht 15-cm-Kanonen ersetzt. Hinzu kamen noch zwei 8,8-cm-Geschütze sowie noch einmal zwei Torpedorohre an Oberdeck.